# Янбаева, Гульфия Гареевна
Гульфия Гареевна Янбаева (р. 16 октября 1953 года, д.Канакаево Макаровского района БАССР) — башкирская журналистка, общественный деятель. Член Союза журналистов Республики Башкортостан (1981).
Основатель (2002) и бессменный руководитель (с ноября 2002) еженедельной городской газеты на башкирском языке «Киске Өфө» (Уфа).

## Биография
Янбаева Гульфия Гареевна родилась 16 октября 1953 года деревне Канакаево Макаровского района Башкирской АССР (ныне Ишимбайский район Башкортостана).
В 1977 году окончила Башкирский государственный университет (ныне Уфимский университет науки и технологий).
С 1976 года является сотрудником журнала «Башкортостан кызы». С 1980 года работает журналистом газеты «Советская Башкирия», в 1995—1998 годах и с февраля по октябрь 2002 года занимала должность заведующего отделом газеты «Башкортостан».
С ноября 2002 года является главным редактором еженедельной городской газеты на башкирском языке «Киске Өфө».
Заместитель председателя Всемирного курултая (конгресса) башкир, руководитель общественного движения «Ағинәй».

## Творческая деятельность
Гульфия Янбаева является автором книги «Йөрәккә уйылған ғәм» («Сердце полно сострадания»), вышедшая в 2006 году. За эту книгу удостоена премии Правительства Республики Башкортостан имени Шагита Худайбердина (2006).

## Награды и звания
- Заслуженный работник культуры Республики Башкортостан (1997)
- Лауреат премии имени Ш. Худайбердина (2006)
- Знак отличия «За самоотверженный труд в Республике Башкортостан» (2012)[4]